# 柊木まあや
明日実まあや（あすみ まあや、12月1日 - ）柊木 まあや（ひいらぎ まあや）は、日本のアイドル、俳優であり、女性アイドルグループ・CAL&RES【コーレス】のメンバー。夢みるアドレセンスの元メンバー。千葉県出身。

## 略歴
- 2022年3月21日、配信審査およびライブ審査によっておこなわれた夢みるアドレセンス新メンバーオーディション『なれんの!?夢アド!?2022』において、5期生として合格。白金高輪SELENE b2で5月12日に開催された『新体制お披露目ライブ2022』でデビューした[1][2]。
- 2022年11月22日、両A面シングル『アクセラレーター/夏が来たぜ!!』にて夢みるアドレセンスのメンバーとしてCDデビュー[3]。
- 2023年3月16日 - 19日、自身初となる舞台『愛知のオンナ』に渡辺泪役として出演[4]。
- 2023年6月4日、夢みるアドレセンスでの担当カラーがGREENからMINT GREENに変更された[5]。
- 2023年7月26日、朗読劇『大江戸ラプソディ!』に塙鹿子役として出演[6]。
- 2024年5月22日 - 26日、舞台『unknown BET〜キャロルの旋律〜』にヒロインの白アリス役として出演[7]。
- 2024年9月1日、即興劇「天竺生地vol.12」に出演[8]。
- 2024年9月30日、夢みるアドレセンスが現体制での活動を終了し、これに伴い9月末で同グループを卒業した[9]。グループ卒業後は主に舞台女優として活動していた。
- 2025年3月31日、タンバリンアーティスツから退所[10]。
- 2025年4月26日、HEROINES（ヒロインズ）に所属するアイドルグループであるCAL&RES【コーレス】へ「明日実 まあや」として加入することが発表され[11]、4月27日に豊洲PITで開催された『HEROINES FES』でデビューした[12]。

## 人物、エピソード
- 小学生の頃に学年全体でAKB48が流行したことをきっかけにアイドルが好きになり、NMB48の渡辺美優紀に憧れを抱くようになった[13][14]。その後、自身もアイドルになりたいという夢を抱くようになり様々なオーディションを受けるも、落ちることを繰り返し、大学4年生になる頃には将来を見据え一般企業への就職活動もしていたが、アイドルになる夢を諦められず、夢みるアドレセンスのオーディションを受ける決意をした[15]。
- チャームポイントはライブ中に笑うと目がなくなるところと、「夢アドのアナウンサー」とも評される特徴的な声で[16][17][動画 1]、所属事務所の社長からは「声が良くてMCで喋れるから採用したところもある。そういう所で頼れるように、喋り方だけでも研究し続けて」と言われている[18]。チャームポイントの声を活かした取り組みとして、自身のTwitter（現X）にて1日1回の音声ツイート（ポスト）を投稿し、誕生日の人をお祝いするとともに、その日にまつわる豆知識や誕生日アイテムの紹介をしている[19][20][21]。

| 期間                          | ハッシュタグ              | 紹介している内容                                               |
| ----------------------------- | ------------------------- | -------------------------------------------------------------- |
| 2022年5月18日 - 2023年5月11日 | #音声で歴史と豆知識       | バースデーカラー、誕生石、誕生花、その日に起きた歴史上の出来事 |
| 2023年5月12日 - 2024年5月11日 | #音声で歴史と豆知識       | バースデーカラー、花個紋、その日に起きた歴史上の出来事         |
| 2024年5月12日 - 2025年3月11日 | #おんせいれたーおとどけ隊 | バースデーバード、誕生星                                       |

- 夢みるアドレセンスでのメンバーカラーはミントグリーン[5]。
- CAL&RES【コーレス】でのメンバーカラーはオレンジ[11]。
- 好きな食べ物は納豆、にんじん、抹茶で、抹茶は自分でも点てられる。洋菓子より和菓子派。甘いものも辛いものも大好き[22][23]。
- 嫌いな食べ物はピーマンやナスなどで、野菜全般が好きではないが、『大人』なので人前では頑張って食べる[24]。

## 夢みるアドレセンスでの参加楽曲

### オリジナルメンバーとしての参加楽曲
- アクセラレーター/夏が来たぜ!! - 2022年11月22日発売 に収録[25]
  - アクセラレーター
  - 夏が来たぜ!!
  - THE END GIRL
- Happy Tune - 2023年8月20日初披露(未リリース作品)[26][動画 2]

## 出演

### 舞台
- 舞台『愛知のオンナ』（2023年3月16日 - 19日、Theatre劇団子） - 渡辺泪 役[4]
- 朗読劇『大江戸ラプソディ!』（2023年7月26日、VoiceWorks TOKYO） - 塙鹿子 役[6]
- 舞台『unknown BET〜キャロルの旋律〜』（2024年5月22日 - 26日、EXE.ROCK Entertainment） - 白アリス 役[7]
- 即興劇『天竺生地vol.12』（2024年9月1日、天竺）[8]
- 舞台『怨霊撲滅屋GB』（2024年11月13日 - 17日、萬腹企画） - ミーコ 役[27]
- 舞台『夢のかけらを歌に乗せたら』（2025年1月8日 - 11日） - 黒岩江美 役[28][29]
- 舞台『unknown BET〜キャロルの旋律〜2025』（2025年1月29日 - 2月2日、EXE.ROCK Entertainment） - 黒チェシャ猫 役[30]

### ライブ
- 『今田桜花生誕祭2025』（2025年3月22日）[31]

### 雑誌
- 『IDOL FILE Vol.27 Lolita&Gothic』2022年12月16日発売、ロックスエンタテインメント[32]

### 動画
1. ↑  全力アピール!アダムシアター 夢みるアドレセンス／柊木まあや&最上真凪 - YouTube（2023年4月7日）2023年7月29日閲覧。
2. ↑  夢アド[YUMEADO] Official YouTube Channel
 【Dance Practice】夢みるアドレセンス『Happy Tune』 - YouTube2023年7月31日閲覧。